# La Ceiba (Venezuela)
La Ceiba é um município da Venezuela localizado no estado de Trujillo.
A capital do município é a cidade de Santa Apolonia.